# Treuhandanstalt

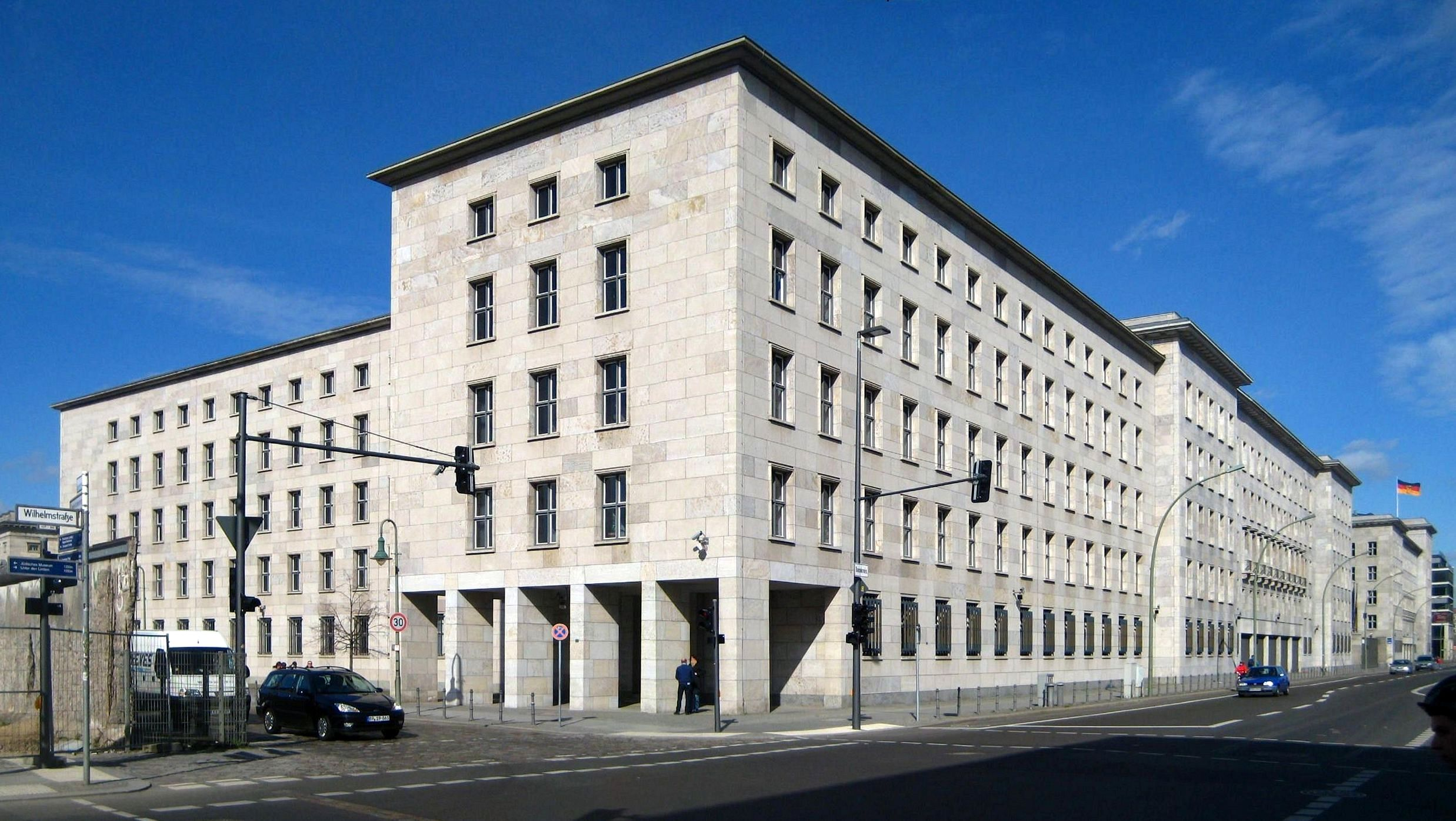
Detlev-Rohwedder-Haus, zwischen 1991 und 1994 Hauptsitz der Treuhandanstalt (2010)

Die Treuhandanstalt (THA, kurz Treuhand) war eine in der Spätphase der DDR gegründete Anstalt des öffentlichen Rechts in Deutschland mit der Aufgabe, die Volkseigenen Betriebe der DDR nach den Grundsätzen des Kapitalismus zu privatisieren und die „Effizienz und Wettbewerbsfähigkeit der Unternehmen zu sichern“ (§ 8 Treuhandgesetz) oder, wenn das nicht möglich war, stillzulegen. Im Umfeld der Privatisierung kam es zu Fällen von Fördermittelmissbrauch und Wirtschaftskriminalität. Zum 1. Januar 1995 wurde die Treuhandanstalt in Bundesanstalt für vereinigungsbedingte Sonderaufgaben (BvS) umbenannt.

## Gründung
Im Rahmen der Wende und friedlichen Revolution in der DDR stellte sich für die neuen Verantwortlichen die Frage, wie mit den Volkseigenen Betrieben (VEB) verfahren werden sollte. Neben der Möglichkeit, sie in eine im Westen übliche Unternehmens-Rechtsform zu überführen, wurde auch die Gründung einer Dachgesellschaft – gleichsam einer „Staats-Holding“ – für das gesamte volkseigene Vermögen der DDR diskutiert.
Am 12. Februar 1990 legte die Oppositionsgruppe Demokratie Jetzt (DJ) eine Vorlage für die Sitzung des Runden Tisches mit dem „Vorschlag zur umgehenden Bildung einer ‚Treuhandgesellschaft‘ (Holding) zur Wahrung der Anteilsrechte der Bürger mit DDR-Staatsbürgerschaft am Volkseigentum der DDR“ vor. Erarbeitet worden war diese Vorlage von einer Gruppe mit dem Namen Freies Forschungskollegium Selbstorganisation für Wissenskatalyse an Knotenpunkten um den Theologen Wolfgang Ullmann, den Ingenieur Matthias Artzt und den Physiker Gerd Gebhardt. Der Entwurf sah ein System von an die DDR-Bürger auszugebenden Anteilsscheinen vor (vgl. Coupon-Privatisierung); dies wurde im Staatsvertrag zur Währungs-, Wirtschafts- und Sozialunion nur noch als Kann-Bestimmung aufgeführt und letztlich nicht umgesetzt.
Am 1. März 1990 beschloss der Ministerrat der DDR (Modrow-Regierung) die Gründung der „Anstalt zur treuhänderischen Verwaltung des Volkseigentums“. Sie sollte das Volkseigentum wahren und im Interesse der Allgemeinheit verwalten. Die Haupttätigkeit dieser ersten „Treuhand“ bestand in der Entflechtung von Kombinaten und der Umwandlung der Nachfolgeunternehmen in Kapitalgesellschaften. Ihr erster Präsident war kurzzeitig der frühere stellvertretende Ministerpräsident in der Modrow-Regierung Peter Moreth (LDPD).
Die Arbeit der Treuhandanstalt über die Wiedervereinigung hinaus basierte auf dem noch von der Volkskammer der DDR am 17. Juni 1990 beschlossenen Gesetz zur Privatisierung und Reorganisation des volkseigenen Vermögens (Treuhandgesetz) in Verbindung mit dem Einigungsvertrag und dem Staatsvertrag vom 18. Mai 1990. Am 1. Juli 1990 waren der Treuhand etwa 8500 Betriebe unterstellt, in denen mehr als vier Millionen Menschen arbeiteten. Mit der Wiedervereinigung wurde sie eine bundesunmittelbare Anstalt des öffentlichen Rechts unter der Fachaufsicht des Bundesfinanzministeriums.

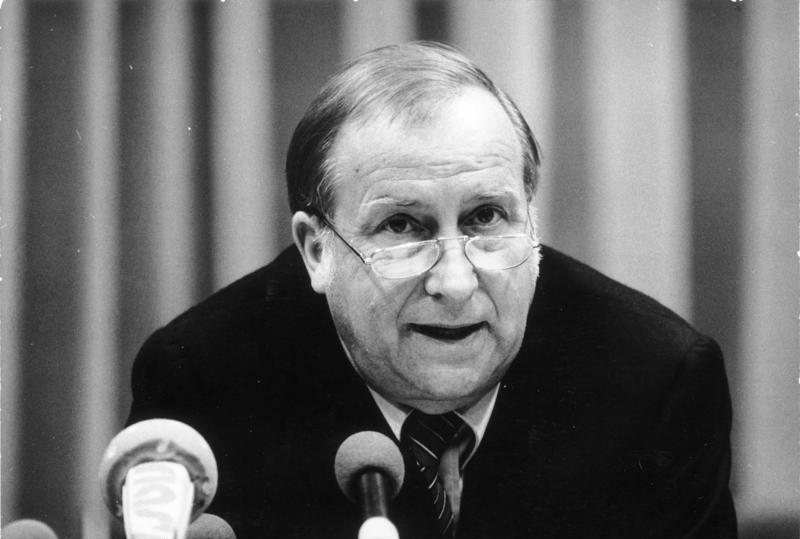
Detlev Karsten Rohwedder (1990)

Zum Zeitpunkt der Wiedervereinigung am 3. Oktober 1990 war die Personal- und Sachmittelausstattung der THA so unzureichend, dass die Behörde nur eingeschränkt arbeitsfähig war. Die Bundesregierung entschied, dass die Führungsspitze im Juli 1990 mit marktwirtschaftlich erfahrenen (westdeutschen) Persönlichkeiten besetzt wurde. Detlev Karsten Rohwedder, bis dahin Vorstandsvorsitzender der Hoesch AG, wurde Vorsitzender des Verwaltungsrates. Präsident wurde Reiner Maria Gohlke, vorher Vorstandsvorsitzender der Deutschen Bundesbahn. Gohlke trat aber nach wenigen Monaten im Kompetenzstreit mit dem Verwaltungsrat zurück, so dass Rohwedder das Amt des Präsidenten der THA übernahm. Verwaltungsratsvorsitzender wurde darauf der bisherige Vorstandsvorsitzende der Kaufhof AG, Jens Odewald.
Nachdem der Treuhandchef Rohwedder am 1. April 1991 mutmaßlich von RAF-Terroristen ermordet worden war, wurde die CDU-Politikerin Birgit Breuel am 13. April 1991 vom Verwaltungsrat zur neuen Präsidentin der Treuhandanstalt gewählt. Nach dem Mord war es schwer, einen geeigneten Nachfolger zu finden. Viele Kandidaten lehnten wegen der Gefährdung ab. Für die Treuhandanstalt waren diverse Manager und Politiker als Berater tätig, unter anderem Klaus von Dohnanyi und Klaus Schucht.

## Rechtsgrundlagen
Die Treuhandanstalt handelte auf der Grundlage des Einigungsvertrages und des Treuhandgesetzes, sowie – im Einvernehmen mit der Unabhängigen Kommission zur Überprüfung des Vermögens der Parteien und Massenorganisationen der DDR (UKPV) – auf der Grundlage des Parteiengesetzes der DDR.
- Beschluss zur Gründung der Anstalt zur treuhänderischen Verwaltung des Volkseigentums (Treuhandanstalt) vom 1. März 1990[6]
- Verordnung zur Umwandlung von volkseigenen Kombinaten, Betrieben und Einrichtungen in Kapitalgesellschaften vom 1. März 1990[7]
- Treuhandgesetz (TreuhG, Gesetz zur Privatisierung und Reorganisation des volkseigenen Vermögens) vom 1. Juli 1990
- Kommunalvermögensgesetz – KVG (vom 6. Juli 1990 über das Vermögen der Gemeinden, Städte und Landkreise)
- Vermögenszuordnungsgesetz (Gesetz über die Feststellung der Zuordnung von ehemals volkseigenem Vermögen)
- EALG (Entschädigungs- und Ausgleichsleistungsgesetz)[8]

- Gesetz zur Regelung offener Vermögensfragen (BARoV)[9]

Später kamen hinzu:
- Investitionsvorranggesetz 1992[10]
- Altschuldenhilfegesetz 1993
- Sachenrechtsbereinigungsgesetz 1996

## Tätigkeit

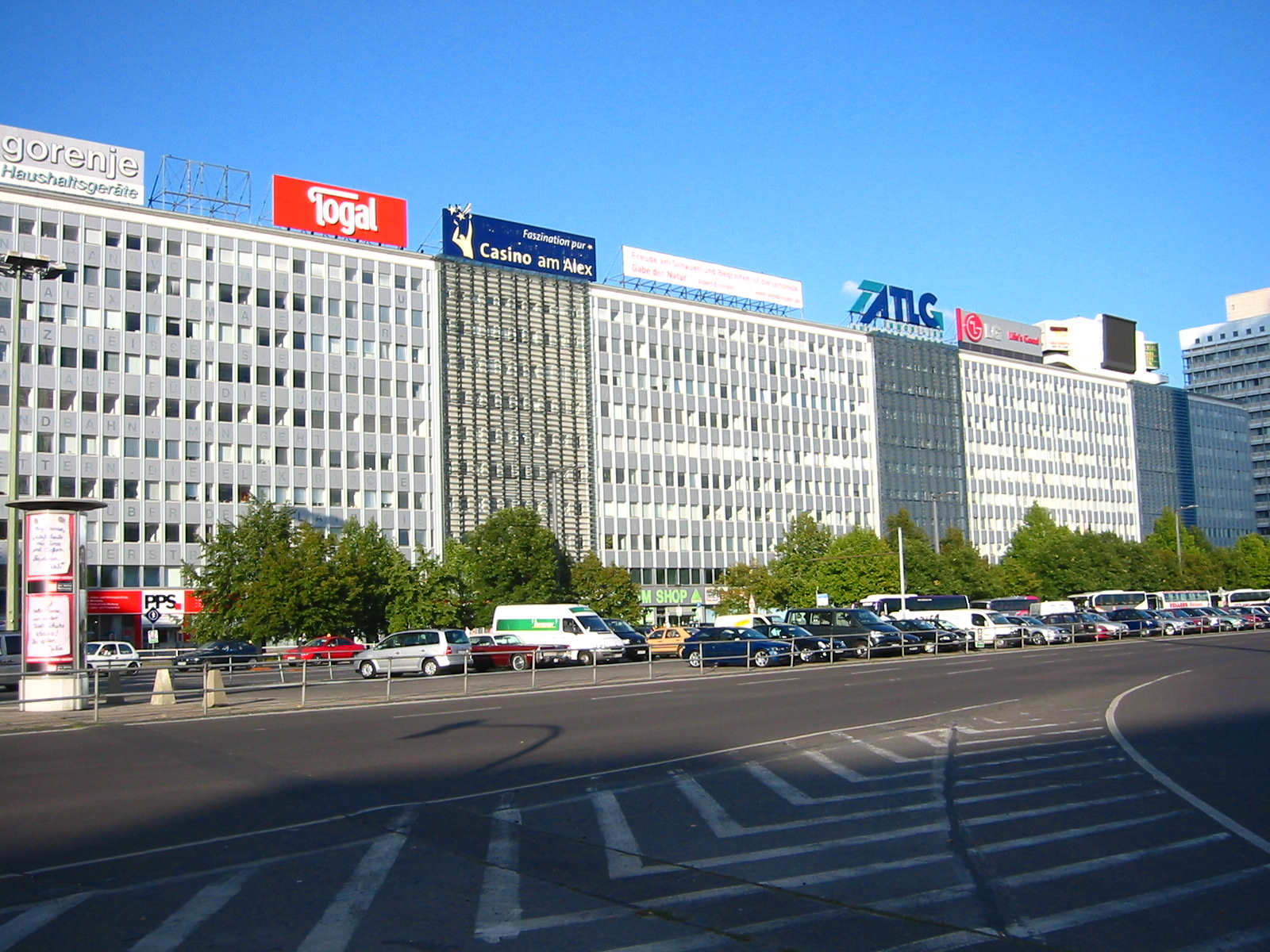
Haus der Elektroindustrie, ab 1994 Hauptsitz der Bundesanstalt für vereinigungsbedingte Sonderaufgaben am Berliner Alexanderplatz (2005)

Die Treuhandanstalt mit Sitz in Berlin „begann ihre Tätigkeit unverzüglich, sehr bald in den Räumen des ehemaligen Ministeriums für Außenwirtschaft Unter den Linden …. Zum  1. Juli 1990 zogen die 133 Mitarbeiter der Zentrale in das Haus der Elektroindustrie am Alexanderplatz um.“ „Am 10. März 1991 begann der Umzug der Treuhandzentrale vom Alexanderplatz in das Gebäude des ehemaligen Reichsluftfahrtministeriums und nachmaligen Hauses der Ministerien der DDR in der Leipziger Straße.“ 1992 wurde das Gebäude in Detlev-Rohwedder-Haus umbenannt. Daneben bestanden 15 Niederlassungen in den ehemaligen Bezirksstädten.
Alle zum Stichtag 1. Juli 1990 im Register der volkseigenen Wirtschaft (HRC) eingetragenen volkseigenen Betriebe und deren selbständigen Betriebsteile wurden zum Stichtag auf der Grundlage des Treuhandgesetzes in Kapitalgesellschaften (AG oder GmbH i. A. – im Aufbau) der Treuhandanstalt umgewandelt und als solche im Handelsregister eingetragen – insgesamt 8500 Gesellschaften mit etwa vier Millionen Beschäftigten in rund 45.000 Betriebsstätten. Das Gesamtportfolio belief sich später auf 14.600 Gesellschaften. Deren Gesamtwert hatte Detlev Rohwedder in einem Gespräch mit der Wirtschaftsministerin der DDR Christa Luft im Februar 1990 auf etwa 600 Mrd. DM geschätzt. Das Milliardenvermögen ergab sich aus einer Umrechnung einer zweifelhaften Schätzung aus Modrow-Zeiten über das Betriebsvermögen der Treuhand: 750 Milliarden Ost-Mark, umgerechnet zum Kurs 1 : 3 ergaben 250 Milliarden D-Mark. Der Rest seien die Grundstücke. Die Eröffnungsbilanz zum 1. Juli 1990 aus dem Jahr 1992 prognostizierte ein Defizit von 210 Milliarden DM.
Die Treuhandanstalt übernahm rund 2,4 Millionen Hektar land- und forstwirtschaftliche Flächen, das Vermögen des ehemaligen Ministeriums für Staatssicherheit, wesentliche Teile der Liegenschaften der ehemaligen Nationalen Volksarmee, umfangreichen Wohnungsbesitz sowie das Vermögen der staatlichen Apotheken.
Mit dem 3. Oktober 1990 ging weiterhin die treuhänderische Verwaltung des Vermögens der Parteien und Massenorganisationen auf die Treuhandanstalt über, die sie im Einvernehmen mit der Unabhängigen Kommission zur Überprüfung des Vermögens der Parteien und Massenorganisationen der DDR auszuüben hatte.

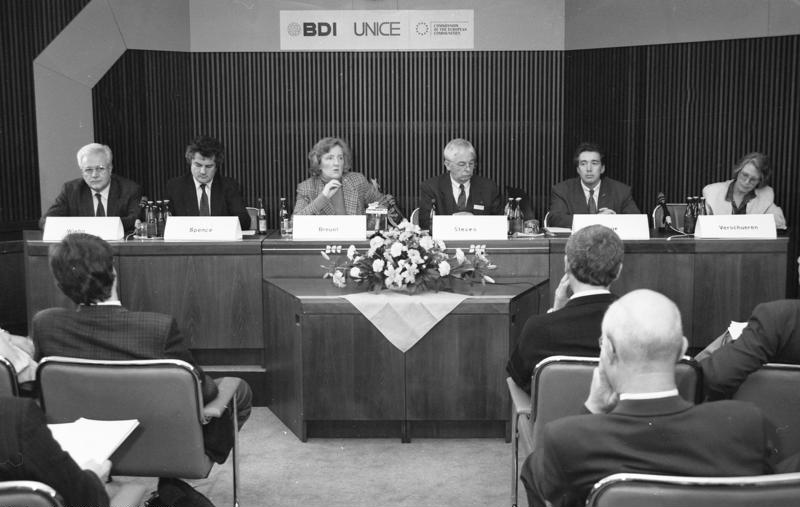
Auf einer internationalen Konferenz wirbt die Treuhand-Präsidentin für Investitionen in Ostdeutschland (1991)

Ihrem Auftrag aus dem Treuhandgesetz entsprechend, handelte die Treuhand dabei nach den Grundsätzen:

„Schnell privatisieren, weil wir der Auffassung sind, dass Privatisieren die beste Form der Sanierung ist. Das zweite Motto heißt: Entschlossen sanieren. Da, wo Zukunft möglich ist, soll Sanierung durchgeführt werden, um auch hier den Menschen mehr Mut und Hoffnung zu machen. Und das dritte Motto heißt: Behutsam stilllegen.“

Die Treuhandanstalt sollte hierbei sowohl ertragsorientiert einen möglichst hohen Privatisierungserlös erzielen wie auch gemeinwohlorientiert möglichst viele Arbeitsplätze erhalten, was eine extrem komplexe Vertragsgestaltung bedingte.
Die Arbeit wurde dadurch erschwert, dass selbst Vorzeigekombinate kaum auf dem Stand der Technik waren und somit ein großer Investitionsbedarf bestand, um die Betriebe zu wirtschaftlich profitablen Unternehmen zu machen. So befand sich die Produktivität der DDR-Industrie auf einem niedrigen Stand, das Bruttoinlandsprodukt (BIP) pro Einwohner betrug nur 27,1 % des westdeutschen Wertes. In den volkseigenen Betrieben bestand ein Personalüberhang von ca. 15 %, der zum einen einer durch Organisations- und Planungsmängel bedingten Überbesetzung des Personalbestandes geschuldet war und zum anderen durch soziale und politische Aufgaben (unter anderem Kindergärten, Kliniken, Ferienheime, Bibliotheken) entstanden war. Nach Aufhebung der staatlich kontrollierten Planwirtschaft standen viele Betriebe vor dem Kollaps. Dazu kam ein Einbrechen der Nachfrage nach DDR-Produkten sowie eine enorme Aufwertung der Währung durch die mit der Währungsunion verbundene Umstellung der Löhne im Verhältnis 1:1 (siehe auch Abschnitt Probleme bei der Privatisierung).
Durch Privatisierungen, Ausgründungen und betriebsbedingte Kündigungen hatten Treuhandunternehmen die Zahl ihrer Beschäftigten von 4,1 Millionen Mitte 1990 auf 1,24 Millionen am 1. April 1992 abgebaut. Davon entfiel ein sehr großer Teil auf Ausgründungen und Verkäufe von Teilbetrieben, sodass der Beschäftigtenrückgang in Treuhandunternehmen zwischen 1990 und 1992 nicht in jedem Fall etwas über den tatsächlichen Verlust von Arbeitsplätzen aussagte.
Doch auch in den ausgegründeten Unternehmen wurde Personal abgebaut. So waren am 1. April 1992 in den privatisierten ehemaligen Treuhandunternehmen 553.000 Erwerbstätige beschäftigt, in denen es bei Beendigung der Treuhandverwaltung 773.000 Arbeitsplätze gab, d. h. sie sind in dieser Zeit um mehr als 200.000 und damit um 28 % reduziert worden. Oft haben die neuen Eigentümer Beschäftigungszusagen nur für einen Teil des Arbeitskräftebestandes gegeben, ein Personalabbau war also schon bei der Übernahme vorgesehen. Häufig waren auch Personalverminderungen die Voraussetzung dafür, dass westdeutsche oder ausländische Unternehmen überhaupt bereit waren, Treuhandunternehmen zu übernehmen und zu investieren. In vielen Fällen hat sicher auch die schwierige Auftragslage zu Entlassungen gezwungen. Nicht zuletzt hat der Abbau des technologischen Rückstandes durch Einsatz moderner Technik zu Freisetzungen im Personalbestand geführt.
Somit hat sich zumindest kurzfristig die ursprüngliche Erwartung kaum erfüllt, dass die Privatisierung den Beschäftigungsrückgang aufhalten oder sogar zusätzliche Arbeitsplätze schaffen würde. Insgesamt zeigte sich, dass bei den frühen Privatisierungen der Arbeitsplatzabbau im Wesentlichen durch den neuen Eigentümer geschah, wohingegen bei späteren Privatisierungen der Personalabbau überwiegend unter Regie der Treuhandanstalt vor sich ging.
Der Journalist Tim Rahmann wirft der Behörde vor, dass westdeutsche Betriebe die Abwicklung der ostdeutschen GmbHs (von Rahmann als VEB-Betriebe bezeichnet) nutzten, um potenzielle Konkurrenten auszuschlachten. Bundesweite Bekanntheit in diesem Zusammenhang erlangten die Proteste der Kalikumpel im thüringischen Bischofferode, die sich im Sommer 1993 vergeblich mit Betriebsbesetzung und Hungerstreiks gegen die Schließung ihrer Grube wehrten.
Der Chef der Treuhandanstalt Rohwedder meinte zu dieser Sichtweise:

„Die Treuhand-Anstalt ihrerseits ist hilflos gegenüber diesem Tornado an Kritik und der Vielzahl von Vorwürfen, die überwiegend berechtigt waren. Es wird mit dieser Institution verbunden alles das, was wir hier in der früheren DDR sehen an Not, an Aussichtslosigkeit, an Verbitterung und auch an existentieller Bedrohung der einzelnen Mitarbeiter.“

Dennoch konnten die „Filetstücke“ gut privatisiert werden, wie zum Beispiel Jenoptik in Jena, das größte ostdeutsche Stahlwerk EKO in Eisenhüttenstadt oder auch die meisten der Ostsee-Werften. Sie sind bis heute teilweise erfolgreiche Unternehmen. Trotz des massiven Strukturwandels und der Einstellung ganzer Branchen wuchs die Produktion um durchschnittlich acht Prozent zwischen 1992 und 2001 (zum Vergleich früheres Bundesgebiet seit 1993: 2,4 Prozent) Allerdings wurden durch die ungeplante und rasante Privatisierung auch zahlreiche industrielle Netzwerke zerschlagen, so dass die Industrialisierung auf dem Gebiet der ehemaligen DDR rapide abnahm.
Eine Studie des ifo Instituts gemeinsam mit Autoren des ZEW sowie der Freien Universität Brüssel kam 2020 zum Schluss, dass die Treuhand dem Mandat zur Privatisierung wettbewerbsfähiger Unternehmen insgesamt gefolgt sei.

## Struktur

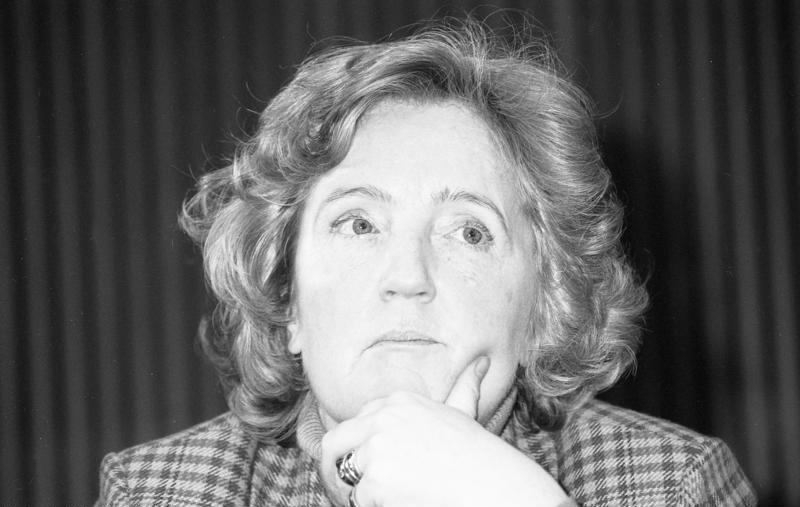
Birgit Breuel, Präsidentin der Treuhandanstalt ab 1991 (1991)

Das operative Geschäft der Treuhandanstalt wurde nach Unternehmensgrößenklassen auf die Treuhandzentrale in Berlin und 15 Treuhand-Außenstellen (später: „Niederlassungen“) aufgeteilt. Die Treuhand-Niederlassungen waren zuständig für alle Betriebe mit bis zu 1500 Mitarbeitern, die Treuhandzentrale für alle übrigen Betriebe. Die Treuhandzentrale wurde in Vorstandsbereiche, diese wiederum in branchenzentrierte Direktorate unterteilt. Mit ihrer branchenmäßigen Untergliederung und den Durchgriffsrechten gegenüber den Betrieben entsprach die Zentrale der Treuhandanstalt den vormaligen DDR-Industrieministerien (siehe Ministerrat der DDR). Die Niederlassungen waren die unmittelbaren Nachfolger der Bezirkswirtschaftsräte bei den Räten der Bezirke. Daher auch die Anzahl der Niederlassungen (15), die der Anzahl der DDR-Bezirke (14) zuzüglich Ost-Berlin entsprach.
Die Organe der Treuhandanstalt waren der Vorstand der Treuhandanstalt und der Verwaltungsrat. Die Ur-Treuhand wurde von einem Direktorium geleitet.

### Mitglieder des Direktoriums
In das erste Direktorium der Treuhandanstalt wurden vom Ministerrat am 15. März 1990 folgende Personen berufen:
- Peter Moreth: Vorsitzender des Direktoriums (15. März 1990 – 15. Juli 1990)
- Wolfram Krause: Stellvertretender Vorsitzender (15. März 1990 – 15. Juli 1990)
- Paul Liehmann: Direktor (15. März 1990 – 15. Juli 1990)
- Siegfried Zeißig: Direktor (15. März 1990 – 15. Juli 1990)

### Vorstand der Treuhandanstalt
Gemäß § 3 des Treuhandgesetzes wurde die Treuhandanstalt durch einen Vorstand geleitet und durch die Mitglieder des Vorstandes im Rechtsverkehr vertreten. Der Vorstand setzte sich aus dem Präsidenten der Treuhandanstalt und mindestens vier weiteren Vorstandsmitgliedern zusammen. Der Präsident und die Mitglieder des Vorstandes wurden durch den Verwaltungsrat berufen und abberufen.

#### Präsidenten der Treuhandanstalt bzw. der BvS
- Peter Moreth (1. März 1990 – 14. Juli 1990)
- Reiner Maria Gohlke (15. Juli 1990 – 20. August 1990)
- Detlev Karsten Rohwedder (1. September 1990 – 1. April 1991)
- Birgit Breuel (13. April 1991 – 31. Dezember 1994)
- Heinrich Hornef (1. Januar 1995 – 31. Dezember 1996) Präsident der Nachfolgeorganisation Bundesanstalt für vereinigungsbedingte Sonderaufgaben (BvS)
- Günter Himstedt (1. Januar 1997 – 31. Dezember 2000) Präsident der BvS
- Hans Hinrich Schroeder-Hohenwarth (1. Januar 2001 – 31. Dezember 2003) Präsident der BvS

#### Mitglieder des Vorstands
- Rudolf Bohn (1. Februar 1995 – 31. Dezember 1998)
- Hero Brahms (1. Juni 1991 – 31. Oktober 1994)
- Peter Breitenstein (13. Januar 1995 – 31. Dezember 1997)
- Birgit Breuel (18. September 1990 – 13. April 1991), danach Präsidentin
- Horst Föhr (1. Mai 1992 – 31. Dezember 1994), Personal
- Gunter Halm (9. August 1990 – 31. Mai 1991)
- Heinrich Hornef (1. Juni 1992 – 31. Dezember 1994), Finanzen, (Vizepräsident ab 1. Juni 1992)
- Wolf Klinz (1. November 1990 – 31. Oktober 1994)
- Alexander Koch (Personal) (1. Oktober 1990 – 31. Mai 1992)
- Hans Krämer (15. November 1990 – 31. Dezember 1994)
- Wolfram Krause (15. Juli 1990 – 26. Juni 1992), Finanzen
- Günter Rexrodt (1. September 1991 – 20. Januar 1993), Privatisierung der Land- und Bauwirtschaft sowie von DDR-Außenhandelsbetrieben
- Karl Schirner (9. August 1990 – 10. Januar 1991)[30]
- Klaus Schucht (6. Mai 1991 – 31. Dezember 1994), zuständig für Energie, Bergbau und Chemie
- Klaus-Peter Wild (9. August 1990 – 31. Dezember 1994)

Die Bestellung erfolgte durch den Verwaltungsrat der Treuhandanstalt.

### Haftung des Treuhandvorstandes und der Treuhandmitarbeiter
Nach Auffassung der Bundesregierung war angesichts der Komplexität und Einmaligkeit der Aufgaben der THA die Freistellung der Führungsebene von der Haftung für fahrlässiges Verhalten sachlich geboten. Die Freistellung von der Haftung für grobe Fahrlässigkeit war zeitlich auf die Ausnahmesituation nach der Wiederherstellung der deutschen Einheit beschränkt und mit der Auflage zum schnellstmöglichen Aufbau einer wirksamen Innenrevision der THA verbunden. Die Freistellung von der Haftung für leichte Fahrlässigkeit ist bis Ende 1994 verlängert worden. Dies entspricht den im öffentlichen Dienstrecht geltenden Regelungen.
Die damaligen Oppositionsparteien kritisierten diese Entscheidung. Sie sahen darin eine nachlässige Aufsicht des Bundesfinanzministeriums sowie die Möglichkeit, einzelne Treuhandmitarbeiter könnten das als eine Art Persilschein verstehen. Wer damit die Haftungspflicht übernahm, blieb ungeklärt.

### Verwaltungsrat der Treuhandanstalt
Nach § 4 des Treuhandsgesetzes hatte der Verwaltungsrat die Geschäftstätigkeit des Vorstandes zu überwachen und zu unterstützen. Der Präsident des Vorstandes hatte den Vorsitzenden des Verwaltungsrates über alle wichtigen Geschäftsangelegenheiten zu unterrichten. Der Verwaltungsrat beriet den Vorstand der Treuhandanstalt in allen Grundfragen insbesondere der Privatisierung und Verwertung volkseigenen Vermögens nach den Prinzipien der sozialen Marktwirtschaft sowie in allen weiteren Aufgaben gemäß § 2 Treuhandgesetz. In der Satzung der Treuhandanstalt wurde bestimmt, welche Geschäfte der Zustimmung des Verwaltungsrates bedurften.
Neben dem Vorstand war der Verwaltungsrat das zweite Hauptorgan der Treuhandanstalt. Er bestellte den Präsidenten der Treuhandanstalt sowie die übrigen Vorstandsmitglieder und berief sie gegebenenfalls ab. Seine Aufgabe bestand darin, die Geschäftstätigkeit des Vorstandes zu überwachen und zu unterstützen. Der Verwaltungsrat nahm regelmäßig die Berichte des Vorstandes entgegen und konnte Unterlagen prüfen oder prüfen lassen. Er hatte gegenüber dem Vorstand das Recht der Beratung in allen Grundfragen, insbesondere der Privatisierung und Verwertung volkseigenen Vermögens nach den Prinzipien der sozialen Marktwirtschaft sowie in allen Aufgaben nach § 2 TreuhG. Die Geschäfte des Vorstandes von besonderer Bedeutung waren von der Zustimmung des Verwaltungsrates abhängig. Dem Verwaltungsrat war ein Informations- und Prüfungsrecht eingeräumt. Der Vorstand war außerdem verpflichtet, regelmäßig und auf Anforderung dem Verwaltungsrat zu berichten. Der Verwaltungsrat bestand aus 21 Mitgliedern. Diese wurden von der Bundesregierung berufen.
Die in Art. 1 des Einigungsvertrages genannten Länder – dabei handelt es sich um die neuen Bundesländer – erhielten im Verwaltungsrat der Treuhandanstalt je einen Sitz. Den Vertretern der neuen Bundesländer kamen die Funktionen einer sachverständigen Mitwirkung an der Beratung der Treuhandanstalt und der Vertretung spezifischer Landesinteressen zu.
Vorsitzende des Verwaltungsrates
- Detlev Karsten Rohwedder (bis 20. August 1990)
- Jens Odewald (29. August 1990 bis 20. April 1993)
- Manfred Lennings (April 1993 bis zur Auflösung der THA)

Weitere Mitglieder des Verwaltungsrates
- Manfred Balz, Jurist
- Kurt Biedenkopf, sächsischer Ministerpräsident
- Wolfgang Branoner, Berliner Senator
- Dieter-Julius Cronenberg, FDP-Politiker
- Karl Döring von Juli bis November 1990 stellvertretender Vorsitzender
- Rudi Geil, Staatssekretär
- Otto Gellert, Wirtschaftsprüfer, stellvertretender Vorsitzender
- Joachim Grünewald, Parlamentarischer Staatssekretär beim Bundesminister der Finanzen
- Hans-Olaf Henkel[34]
- Claus Köhler
- André Leysen
- Günter Nooke (Juli bis Oktober 1990) (vormals Runder Tisch)
- Klaus Piltz (Vorstandsvorsitzender der VEBA AG), Aufsichtsrat der Tochter PreussenElektra
- Hermann Rappe
- Manfred Schüler, ehemaliger Chef des Bundeskanzleramtes

Gegenüber dem Verwaltungsrat kam dem Vorstand aufgrund des Treuhandgesetzes, des Einigungsvertrages und der entsprechenden darauf basierenden weiteren Regelungswerke gegenüber dem Verwaltungsrat die maßgeblichere Funktion zu.
Dies ergab sich aus folgendem:
- Die Geschäftsführung war ausdrücklich dem Vorstand vorbehalten. Ein Weisungsrecht des Verwaltungsrates gegenüber dem Vorstand bestand nicht.
- Die Beratung des Vorstandes durch den Verwaltungsrat war auf „Grundfragen“ der Privatisierung und Verwertung beschränkt. Ein Beratungsrecht in Einzelfragen, die keine „Grundfragen“ sind, bestand nicht.
- Der Verwaltungsrat konnte bestimmten Rechtsgeschäften seine Zustimmung verweigern. Er konnte aber nicht den Vorstand anweisen, das Geschäft in anderer Weise zu tätigen.[33]

### Niederlassungen
Neben der Zentrale in Berlin hatte die THA 15 Niederlassungen in den Bezirksstädten und Berlin, wobei die Niederlassungen in vier Direktorate Privatisierung, Beteiligungen, Personal und Finanzen gegliedert waren. Innerhalb des Direktorats Finanzen wurde das Vertragsmanagement durch eine eigene Abteilung vorgenommen.
Die Niederlassungen waren jeweils für die Unternehmen in der Region mit einer Mitarbeitergröße von weniger als 1500 Personen zuständig. Ausgenommen waren Unternehmen der Bereiche Energie- und Mineralölwirtschaft, Geld- und Kreditinstitute oder Centrum-Warenhäuser, die nicht durch die Niederlassungen betreut werden sollten. Die Niederlassungen waren für knapp zwei Drittel der Unternehmen zuständig die Zentrale führte gut ein Drittel, wozu die größeren Wirtschaftsunternehmen gehörten.
Die Ausgestaltung der Organisation der Niederlassungen fiel in das Ressort des Vorstandsmitglieds Birgit Breuel.
Birgit Breuel veranlasste, dass am 4. Oktober 1990 ein vollständiger Austausch der bisherigen 15 Niederlassungsleiter durch westdeutsch-unternehmerisch geprägte Personen stattfand.

### Direktorate
- Direktorat Sondervermögen

übernahm die treuhänderische Verwaltung der Vermögen von Parteien und Massenorganisationen der DDR in Abstimmung mit der UKPV (Unabhängige Kommission zur Überprüfung des Vermögens der Parteien und Massenorganisationen der DDR).
- Direktorat Abwicklung

### Direktoren der Treuhandanstalt
- Heinrich Bonnenberg, zuständig für Umweltschutz und Altlasten
- Klaus Klamroth, Niederlassungsdirektor in Halle
- Sven-Thomas Andreas, Niederlassungsdirektor in Halle[39]
- Winfried Glock, Niederlassungsdirektor in Halle[39]
- Karl-Heinz Rüsberg, Niederlassungsdirektor in Schwerin (1990–1993)[40], Sonderbevollmächtigter der Präsidentin Birgit Breuel (1992–1993), Niederlassungsdirektor Halle/Saale (1993–1994), Direktor der Treuhandanstalt (1994–1996)[41]
- Hans-Jürgen Meyer, Privatisierungsdirektor im Bereich Chemie und Energiewirtschaft ab 1991
- Peter Paulin, zunächst Sanierung dann Fahrzeugbau[42]
- Detlef Scheunert, einziger ostdeutscher Direktor im Bereich Glasindustrie 1991–1994
- Norman van Scherpenberg, Treuhand-Direktor (1990–1992), später Generalbevollmächtigter der Treuhandanstalt (1992–1994)
- Klaus-Peter Wild, (ab 9. August 1990), Direktor 1990–1994

### Stabsstelle Besondere Aufgaben
Die Stabsstelle Besondere Aufgaben wurde im Februar 1991 eingerichtet. Dies war unter anderem eine Reaktion auf das Bekanntwerden von mehreren eklatanten Fällen von „Vereinigungskriminalität“ (siehe Abschnitt Probleme bei der Privatisierung), die auch in der Öffentlichkeit für Unmut sorgten. Die Aufgabe der Stabsstelle bestand darin „selbständig und im besten Wortsinne eigenverantwortlich allen Hinweisen auf strafrechtlich relevantes und vermögensschädigendes Verhalten zum Nachteil des Hauses und der einzelnen Unternehmen nachzugehen“. Trotz der Größe ihrer Aufgabe war die Stelle nur mit einem Staatsanwalt und mehreren abgestellten Mitarbeitern aus Polizeibehörden besetzt. Zwischen 1991 und 2000 bearbeitete die Stelle insgesamt 3661 strafrechtlich relevante Vorgänge. Daraus resultierten 1426 Ermittlungsverfahren bei der Staatsanwaltschaft, wobei im Bereich Privatisierung nur in 27 % der Fälle tatsächlich Anklage erhoben wurde.

### Treuhand-Manager
Am 1. August 1991 wurden 1.400 ostdeutsche Treuhand-Manager entlassen. Für die Entlassungen gab Birgit Breuel folgende Gründe an:
- fachliche Schwächen (400),
- politische Belastungen, z. B. Stasi-Tätigkeit (400),
- Straftaten (100)
- sowie betriebsbedingte Gründe (500).

Rund zwei Wochen später verkündete der Vorstand interne Regeln nach denen Treuhandpersonal und deren Verwandte nur unter strengen Bedingungen Betriebe oder Objekte kaufen können.

### Tochtergesellschaften der Treuhandanstalt
- TLG Immobilien
- BVVG Bodenverwertungs- und -verwaltungs GmbH, Berlin
- GPH (Gesellschaft zur Privatisierung des Handels mbH)
- GVV (Gesellschaft zur Verwahrung und Verwertung von stillgelegten Bergwerksbetrieben)

#### Gesellschaft zur Privatisierung des Handels mbH
Anfang Oktober 1990 gründete die Treuhandanstalt in Berlin die GPH Gesellschaft zur Privatisierung des Handels mbH. Diese privatisierte Tausende von Betriebsstätten der staatlichen Handelsorganisation (HO), vom Großhandelslager bis zur Kneipe. Lediglich die Centrum-Warenhäuser wurden auf Grund ihrer Größe von der Treuhand-Zentrale selbst vermarktet. Für die Privatisierung der mehr als 17.000 zu den HO-Nachfolgegesellschaften gehörenden Läden und Gaststätten wurden der Baden-Badener Unternehmensberater Wolfgang Bernhardt als GPH-Aufsichtsrat sowie der in Sachsen geborene Schweizer Peter Neubert als Geschäftsführer beauftragt. Beide hatten entscheidend bei der Sanierung des Handelskonzerns co op mitgewirkt.

#### Gesellschaft zur Verwahrung und Verwertung von stillgelegten Bergwerksbetrieben
Die GVV mit Sitz in Erfurt wurde 1992 von der Treuhandanstalt gegründet. Ihr Hauptziel war die Stilllegung und Verwahrung von Bergwerksbetrieben (Schachtverwahrung) in den neuen Bundesländern. Die Gesellschaft war bemüht, Betriebsteile und verwertbare Vermögensteile zu privatisieren. Die Aufgaben der GVV werden in der LMBV (Lausitzer und Mitteldeutsche Bergbau-Verwaltungsgesellschaft) im Bereich Kali-Spat-Erz fortgeführt.

## Umbenennung in BvS

Logo der Bundesanstalt

Zum 1. Januar 1995 wurde die Treuhandanstalt umbenannt und die verbliebenen Aufgaben auf mehrere Folgegesellschaften verteilt (etwa Bundesanstalt für vereinigungsbedingte Sonderaufgaben (BvS), Treuhandliegenschaftsgesellschaft (heute TLG Immobilien AG), BVVG Bodenverwertungs- und -verwaltungs GmbH (entsprechend Treuhandunternehmensübertragungsverordnung – TreuhUntÜV)).
Die anfängliche Vorstellung, aus der Privatisierung kostendeckende Erlöse zu erzielen, beruhte auf fehlerhaften Zahlen, die von der Regierung Modrow geliefert wurden.
Die Treuhandanstalt konnte die mit ihren Aufgaben verbundenen Ausgaben (u. a. für die Übernahme von Altkrediten, Investitionshilfen und Sozialplänen) nicht durch Verkaufserlöse (Privatisierung von Unternehmen, Verkauf sonstigen Vermögens) decken, so dass ihre Schlussbilanz 1994 beträchtliche Verbindlichkeiten aufwies. Die Erlöse aus Privatisierungen betrugen bis Ende 1994 einschließlich der noch nicht gezahlten, aber vertraglich vereinbarten Beträge rund 60 Mrd. DM. Ihnen standen Ausgaben von weit über 300 Mrd. DM gegenüber. Die Gesamtverschuldung der Treuhandanstalt schätzte man Ende 1994 auf über 200 Mrd. DM.
Von den mehr als 12.000 Unternehmen waren bis zu diesem Zeitpunkt 7853 in Privat- oder in Kommunaleigentum übergegangen, davon etwa 1600 an vorherige Alteigentümer und etwa 2700 über Management-Buy-outs an in den jeweiligen Unternehmen tätige Manager. 3713 Unternehmen waren bereits aufgelöst worden oder befanden sich im Prozess der Abwicklung. Von 4,1 Millionen Arbeitsplätzen, die zum 1. Juli 1990 bei der Treuhand zugeordneten Unternehmen bestanden hatten, waren bei bereits privatisierten oder noch in Eigentum der Treuhand befindlichen Unternehmen zusammen mit von Investoren zugesagten Arbeitsplätzen Ende 1994 noch 1,5 Millionen vorhanden. Insgesamt waren etwa fünf Prozent der privatisierten Unternehmen in das Eigentum von Personen ostdeutscher Herkunft übergegangen, weniger als zehn Prozent wurden von internationalen Investoren übernommen, mehr als 85 Prozent fanden westdeutsche Eigentümer.
Die Schulden der Treuhandanstalt und ihrer Nachfolgeorganisationen von 204 Milliarden D-Mark wurden am 1. Januar 1995 in den Erblastentilgungsfonds eingebracht.
Am Tage der Umbenennung zog die damalige Chefin Birgit Breuel eine positive Bilanz: „Wenn man sich in Erinnerung ruft, dass hier in viereinhalb Jahren eine ganze Wirtschaft transformiert worden ist und sich heute in weiten Teilen im Wettbewerb behauptet, ist in einer unglaublich kurzen Zeit hier Marktwirtschaft eingeführt worden.“
Die Fünf Wirtschaftsweisen kamen in ihrem Jahresgutachten von 1994 zu folgendem Schluss:

„Der Treuhandanstalt ist es in erster Linie zu verdanken, daß das Bild der Wirtschaft in den neuen Bundesländern heute nicht von notleidenden und nur durch ständige Finanzspritzen am Leben gehaltenen Staatsbetrieben geprägt wird, sondern von selbständigen Unternehmen, die beharrlich und zunehmend auch mit Erfolg auf die Festigung ihrer Marktposition hinarbeiten“

Auch andere Wirtschaftswissenschaftler sahen trotz der Probleme der Treuhand keine Alternative zur raschen Privatisierung, wolle man auf Dauer von Subventionen abhängige Betriebe vermeiden.
Probleme und Fehlentscheidungen, die oft finanzielle Einbußen für den Staat bedeuteten, sowie einige Betrugsfälle im Umfeld der Privatisierungen beschädigten das Ansehen der Treuhand in der Öffentlichkeit.

## Nachfolgegesellschaften der Treuhandanstalt
Aufgrund des „Gesetzes zur abschließenden Erfüllung der verbliebenen Aufgaben der Treuhandanstalt“ vom 9. August 1994 wurde die Treuhandanstalt durch Verordnung in „Bundesanstalt für vereinigungsbedingte Sonderaufgaben“ (BvS) umbenannt und führte ihre verbliebenen Aufgaben weiter. Teile ihrer verbliebenen Aufgaben wurden ab 1. Januar 1995 auf die BMGB Beteiligungs-Management-Gesellschaft Berlin mbH und die TLG Treuhand Liegenschaftsgesellschaft mbH (jetzt TLG Immobilien AG) übertragen.
- Bundesanstalt für vereinigungsbedingte Sonderaufgaben (BvS)
- BVVG Bodenverwertungs- und -verwaltungs GmbH: Sie übernahm geschäftsbesorgend die Verwertung und Verwaltung der land- und forstwirtschaftlichen Flächen. Die BVVG ist eine Tochtergesellschaft der BvS.
- Die Beteiligungs-Management-Gesellschaft Berlin mbH (BMGB): Sie übernahm rund 100 noch nicht sanierte oder privatisierte Unternehmen, insbesondere aus den Bereichen Bergbau und Kernenergie, sowie Minderheitsbeteiligungen der Treuhandanstalt zur weiteren Abwicklung.
- TLG Immobilien GmbH: Ihre Aufgabe war die Verwertung und Verwaltung der sonstigen Liegenschaften.
- Lausitzer und Mitteldeutsche Bergbau-Verwaltungsgesellschaft mbH (LMBV): Diese war zuständig für die Sanierung der stillgelegten ostdeutschen Braunkohletagebaue im Mitteldeutschen Braunkohlerevier in der Region Halle-Leipzig-Altenburg-Quedlinburg, Lausitzer Braunkohlerevier und Oberlausitzer Braunkohlerevier. Sie ging aus den Sanierungsgesellschaften Lausitzer Bergbau-Verwaltungsgesellschaft (LBV) und Mitteldeutsche Bergbau-Verwaltungsgesellschaft (MBV) durch Zusammenlegung hervor. Anfang 2000 wurde sie mit der BMGB verschmolzen.[58]
- Vertrags-, Reprivatisierungs und Abwicklungs-Management GmbH (VRA): Der VRA ist insbesondere die Aufgabe zugedacht, die etwa 47.000 Verkaufsverträge der Treuhand zu kontrollieren
- Portfolio Management-Gesellschaft (PMG): Sie soll die restlichen Industriebetriebe betreuen und privatisieren.

Die Bundesanstalt für vereinigungsbedingte Sonderaufgaben (BvS) war im Wesentlichen damit beschäftigt, durch ihr Vertragsmanagement die abgeschlossenen Privatisierungsverträge und die Erfüllung der darin enthaltenen zahlreichen Auflagen (beispielsweise zugesagte Arbeitsplätze und Investitionen) zu überwachen. Nachdem die Aufgaben der BvS weitgehend erledigt waren, stellte diese zum 31. Dezember 2000 ihre operative Tätigkeit ein. Sie besteht seither nur noch als Rechts- und Vermögensträgerin „in Abwicklung“ fort und hat kein eigenes Personal mehr.
Am 1. Januar 2004 wurde mit dem Gesetz zur Abwicklung der Bundesanstalt für vereinigungsbedingte Sonderaufgaben (BvSAbwG) das Ende auch dieser Organisation eingeleitet. Bernd Halstenberg wurde vom Bundesfinanzministerium zum Abwickler bestimmt. Er fasste die Aufgabe mit den Worten zusammen: „Alle, die bei der Treuhand arbeiteten, wussten, sie sägen am eigenen Ast“. Die Aufgabe bestand aus der Erledigung von Rechtsstreitigkeiten und dem ordnungsgemäßen Abschließen der Tätigkeit der Treuhand. So hatte die BvS mit mehreren hundert Unternehmen zu tun, die zwar bereits teilweise seit über einem Jahrzehnt nicht mehr existierten und längst liquidiert waren, aber aus formalen Gründen nicht in den Registern der Amtsgerichte gelöscht werden konnten. Auch unerledigte Sonderfälle wie die Entsorgung der Kernkraftwerke Greifswald und Rheinsberg zählten zu ihren Aufgaben.
Gesetzlicher Vertreter der BvS war seit 1. Januar 2004 ein Abwickler. Mit Wirkung vom 1. Juli 2008 war die Bundesanstalt für Immobilienaufgaben (BImA) in Bonn als Abwickler bestellt. Die verbliebenen Aufgaben – hauptsächlich die Bereiche Vertragsmanagement und Abwicklung – nahmen geschäftsbesorgend Dritte wahr. Mit Wirkung zum 1. Januar 2014 hatte die BImA die Aufgaben der BvS auf dem Gebiet der ökologischen Altlasten übernommen.

## Probleme bei der Privatisierung

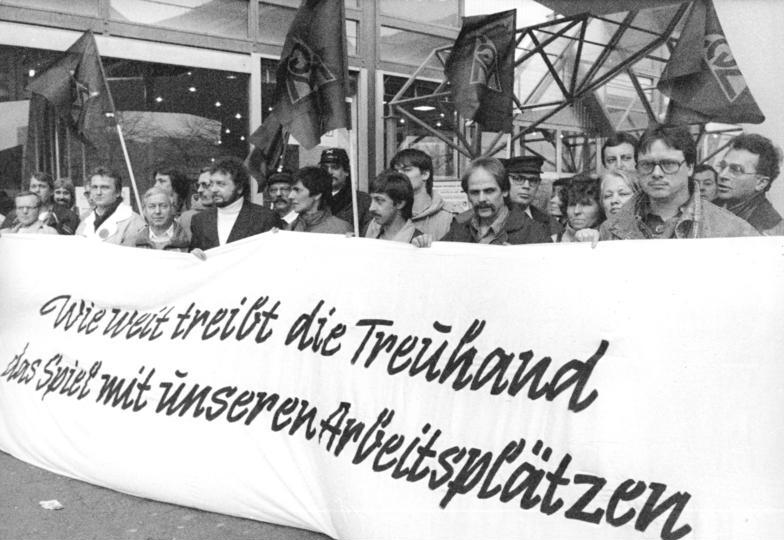
Protestierende Stahlarbeiter der Maxhütte Unterwellenborn (1990)

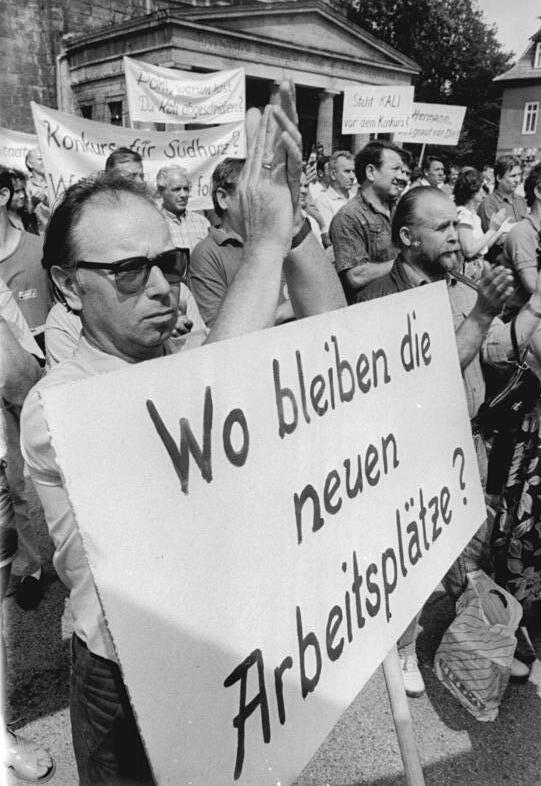
Demonstration gegen die Schließung der Kaliwerke des Südharz-Reviers (1990)

Die Privatisierungsaufgabe der Treuhandanstalt war im Hinblick auf ihren Umfang und ihre Komplexität einmalig. So waren weltweit zwischen 1980 und 1987 nicht einmal 1000 Privatisierungen aus Staatseigentum durchgeführt worden, alle in einem marktwirtschaftlich stabilen Umfeld. Nun wurden unter erschwerten Rahmenbedingungen im Übergang von der Planwirtschaft zur Marktwirtschaft tausende Unternehmen auf einmal privatisiert. Da die Organisationsstruktur und die personelle und materielle Ausstattung der THA dieser Aufgabe zunächst nicht gewachsen waren, kam es zu Problemen, wie zum Beispiel zu Betrugsfällen bzw. Verkäufen an dubiose Geschäftemacher oder zu „suboptimalen“ Entflechtungen von Unternehmen.
Als ein großes Problem galt der Umrechnungskurs der DDR-Mark in D-Mark von 1:1, der bei der Währungs-, Wirtschafts- und Sozialunion angewandt wurde, was einer Aufwertung der Währung (siehe Wechselkurs) um rund 400 % entsprach und unter den Bedingungen des Weltmarktes für die DDR-Wirtschaft dramatische Auswirkungen haben musste. Ein realistischerer, am Unterschied der Arbeitsproduktivität zwischen Ost und West orientierter Umrechnungskurs hätte die Nominallöhne in Ostdeutschland und damit den Lebensstandard aber erheblich reduziert.
Zusätzlich belastet wurden die Betriebe durch Lohnerhöhungen nach der Währungsunion. Damit stiegen die Lohnstückkosten weit über das Niveau der westdeutschen Industrie und verringerten die Wettbewerbsfähigkeit.
Eine Senkung des Lebensstandards wäre aber zur politischen Stabilisierung der DDR kontraproduktiv gewesen und war deshalb politisch nicht gewollt. Tatsächlich machte der Umrechnungskurs von 1:1 die Unternehmen in der DDR unprofitabel und Millionen von Arbeitsplätzen obsolet. Damit wurde von einem Tag auf den anderen das von der Treuhand gehaltene Volksvermögen entwertet.
Aufgrund der wirtschaftlichen Lage in Ostdeutschland fanden trotz intensiver Bemühungen viele Unternehmen keinen Käufer. Durch den technologischen Rückstand, der unter anderem auf zu geringen Investitionen aufgrund der prekären finanziellen Situation der DDR beruhte, bestand in den meisten Betrieben ein immenser Sanierungsbedarf. Nur mit erheblichen Zuschüssen konnte die Treuhand die großen Kombinate verkaufen. Zahlreiche kleine und mittlere Unternehmen wurden an dubiose Geschäftemacher verkauft. Auch die mangels ausreichendem Vermögen geringe Beteiligung Ostdeutscher an den Unternehmenskäufen fällt auf; im Verhältnis zu der Zahl der privatisierten Arbeitsplätze beträgt ihr Anteil lediglich sechs Prozent.
Es war ein erklärter Grundsatz der Treuhand, beim Unternehmensverkauf nach klaren Regelmechanismen zu entscheiden. In so manchem Fall lief die Privatisierung trotzdem mit einer gewissen Zufälligkeit ab. Das bekamen vor allem die ostdeutschen Geschäftsführer zu spüren, die ihre eigenen Unternehmen im Rahmen eines Management-Buy-out (MBO) übernehmen wollten, aber (verständlicherweise) kein oder wenig Kapital hatten. In der Folge kämpften viele der durchweg kapitalschwachen MBO-Betriebe trotz passabler Auftragslage ums Überleben.
Der politische Wille zur Zerschlagung der überladenen und ineffizienten Großunternehmen und Kombinate war groß, so dass man ohne gründliche Strukturanalysen die Großbetriebe in kleinere Einheiten aufspaltete. Dabei lauteten die Vorgaben gar nicht auf Aufspaltung. Durch die Zerschlagung der Kombinate wurde vielen Unternehmen die wirtschaftliche Basis entzogen und vorhandene Lieferketten in Ostdeutschland zerschnitten. Damit waren die Reste oft nicht überlebensfähig. So wurden die kleinen Betriebe dann des Öfteren mit ungenügender Kapitaldecke und unzureichender Marktausrichtung verkauft. Darüber hinaus war für viele Investoren der Marktzugang der entscheidende Investitionsgrund, weshalb zentrale Unternehmensbereiche wie Forschung und Entwicklung meist an den Stammort des Investors verlagert wurden. Da zum Zeitpunkt der Wiedervereinigung auch im „Westen“ Überkapazitäten bestanden, blieben für die ostdeutschen Betriebe oft in erster Linie distributive Aufgaben. (siehe auch Verlängerte Werkbank)
Die damalige Bundesregierung war davon überzeugt, die Betriebe der DDR aus der Planwirtschaft ohne Umwege in die Marktwirtschaft überführen zu können. Diese Prämisse der Privatisierung als beste und schnellste Sanierung versuchte, ohne Sanierungsinvestitionen auszukommen, was den Wert der Unternehmen rapide sinken ließ. Stattdessen gewährte die Treuhandanstalt Preisnachlässe und vereinbarte im Gegenzug, durch Vertragsstrafen abgesichert, Beschäftigungszusagen. Diese waren jedoch schwer durchzusetzen. Das Tempo der Privatisierung verhinderte einen geordneten Strukturwandel, der durch ergänzende Maßnahmen die Entstehung von Wachstumskernen hätte ermöglichen können. Ostdeutschland wurde also im Schnelldurchgang von der Planwirtschaft auf die Globalisierung umgestellt, während Westdeutschland durch den „Vereinigungsboom“ eine gewisse Schonfrist in der Anpassung an die veränderten Bedingungen der globalen Wirtschaft hatte.
Außerdem schätzte die damalige Bundesregierung die vorhandenen und kommenden Wirtschaftsmöglichkeiten falsch ein. Vor allem das Ende der großen wirtschaftlichen Bindung an den damals zusammenbrechenden Ostblock durch die Auflösung des RGW bzw. dem Austritt der DDR aus dem RGW und die Auswirkungen der Entflechtung wurde zu wenig berücksichtigt. Die früheren Kunden aus dem Ostblock hätten wegen der Währungsumstellung für die Waren aus der ehemaligen DDR nun mit D-Mark bezahlen müssen. Da sie aber kaum Devisenreserven hatten, konnten sie sich diese Produkte nicht mehr leisten. Auch orientierte man sich in manchen Fällen fälschlich an westdeutschen Verhältnissen. Die politischen Forderungen an die Treuhand (Erhalt der Unternehmen und Arbeitsplätze, weltmarkttaugliche Sanierung, schneller Erfolg und gewinnbringender Verkauf) stellten sich als kaum erfüllbar heraus.
Eine effizient arbeitende Privatisierungsagentur, in der nach transparenten Kriterien entschieden wird, war die Treuhand nie. Angesichts des Zeitdrucks, unter dem sie agierte, konnte sie dies auch nicht sein. Die weitreichenden Entscheidungsspielräume, die ihr die Bundesregierung konzedierte, gab sie an ihre Mitarbeiter weiter. Nur so ließ sich innerhalb von vier Jahren eine ganze Volkswirtschaft privatisieren.
Die volkswirtschaftlichen Kosten der Privatisierung sind aus nachträglicher Sicht schwierig zu quantifizieren.

### Altlasten
Umweltschädliche Altlasten aus industrieller Nutzung und von Bergbauaktivitäten (Bergbauschaden) existierten auf vielen der in Treuhandbesitz übergegangenen Gebäude und Grundstücke.
Viele dieser Altlasten waren unbekannt. Wäre das bundesdeutsche Altlastenrecht vollumfänglich zur Geltung gekommen, so wäre eine Verwertung dieser Grundstücke und Gebäude erschwert oder unmöglich geworden. Die Treuhandanstalt verpflichtete sich in Privatisierungsverträgen, einen Teil der Kosten für Altlastensanierung (speziell Bodensanierung) zu übernehmen und nachfolgende Eigentümer der Grundstücke von der Haftung für Altlastensanierungskosten nach der Freistellungsklausel des Umweltrahmengesetzes der DDR auf Antrag freizustellen. Während so viele Sanierungsfälle von Bund und Ländern einvernehmlich gelöst wurden, kommt es bei heute neu entdeckten ökologischen Altlasten auf ehemaligen Flächen der Treuhand immer wieder zur Frage der Haftung und Kostenübernahme. Insbesondere bei Verkäufen an Privatpersonen und kleine Unternehmen wurden Altlasten in Verträgen oft unberücksichtigt gelassen.

### Ungeklärte Rechtsverhältnisse
Ungeklärte Eigentumsverhältnisse (siehe Offene Vermögensfragen) und langwierige gerichtliche Entscheidungen über Restitutionsansprüche (Problem der sogenannten Alteigentümer) sowie Verzögerungen bei den Grundbucheintragungen führten zu Verzögerungen bei der Privatisierung.

## Einzelne Privatisierungen

### Staatsbank der DDR
1990 wurde die Staatsbank der DDR von der Treuhandanstalt abgewickelt und durch Entflechtung in die Staatsbank Berlin und die Deutsche Kreditbank (DKB) überführt. Die DKB wurde nach der politischen Wende als erste private Bank der DDR am 19. März 1990 als Aktiengesellschaft gegründet. Mitbegründer war Edgar Most, der letzte Vizepräsident der Staatsbank der DDR. Die Staatsbank Berlin wurde 1994 in die Kreditanstalt für Wiederaufbau (KfW) eingegliedert.
Am 21. Juni 1990 wurden die Schuldposten der Staatsbank der DDR auf die DKB und die Anteile, die die Staatsbank selbst an der Deutschen Kreditbank hatte, auf die Treuhandanstalt übertragen. In den folgenden Jahren erwarb die Treuhandanstalt nach und nach auch die restlichen Anteile der Gründungsaktionäre, bis sie Anfang 1993 alleiniger Eigentümer der Deutschen Kreditbank war.
Die Deutsche Kreditbank AG bildete nach dem 1. Juni 1990 (Währungsunion) Joint Ventures mit westdeutschen Geschäftsbanken. Teile der DKB wurden später von diesen Banken übernommen.
Mit der Auflösung der Treuhandanstalt mit Ablauf des 31. Dezember 1994 ging die DKB zunächst für kurze Zeit direkt in das Vermögen des Bundesministeriums der Finanzen über und wurde am 31. Januar 1995 an die Bayerische Landesbank verkauft.

### Deutsche Außenhandelsbank
Die Deutsche Außenhandelsbank AG (DABA) gründete aufgrund einer im Mai 1990 getroffenen Vereinbarung mit der WestLB (Westdeutschen Landesbank Girozentrale) ein Joint-Venture-Institut mit dem Namen „Deutsche Industrie und Handelsbank“. Am 9. Januar 1991 schlossen das Bundesfinanzministerium, die DABA und WestLB einen Geschäftsbesorgungsvertrag, der u. a. die Abwicklung der „Altkredite“ durch die Westdeutsche Landesbank Girozentrale vorsah. In dem Geschäftsbesorgungsvertrag war außerdem eine Kaufoption seitens der WestLB auf die Aktien der DABA für das Jahr 1993 festgelegt. Die WestLB erwarb im Dezember 1994 von der Treuhandanstalt schließlich die DABA zu einem Kaufpreis von 430 Mio. DM. Mit der Veräußerung der DABA an die WestLB gingen auch die Altschuldenforderungen von 7 Mrd. DM auf die WestLB über.

### Deutsche Handelsbank
Ende 1990 sollte das Unternehmen zügig privatisiert werden. Zunächst bekam die BHF-Bank – für 2/3 der Anteile der Deutschen Handelsbank – für 370 Millionen Mark den Zuschlag, zog sich jedoch zurück. Laut dem Nachrichtenmagazin Focus waren „„Umstände bekannt geworden, die einer Vertragsunterzeichnung im Wege standen“. Gerüchte über dunkle DHB-Geldgeschäfte der Kommerziellen Koordinierung machten die Runde.“ Am 13. November erwarb dann die Bank für Gemeinwirtschaft (BfG) den 2/3-Anteil für 225,28 Millionen Mark. Die verbliebenen 30 Prozent hielt die Treuhandanstalt. Bei der heutigen Deutsche Handelsbank AG handelt es sich um eine erst 2009 gegründete Bank.

### Lausitzer Braunkohle AG
Das Energiekombinat Braunkohle Senftenberg wurde von der Treuhandanstalt in die Lausitzer Braunkohle AG umgewandelt und 1994 an ein Konsortium für 2,1 Milliarden DM verkauft.

### Kombinat Kali
Das Kombinat Kali wurde von Wintershall übernommen, in die Mitteldeutsche Kali AG umgewandelt und anschließend durch die Treuhandanstalt mit der K+S AG fusioniert. Dazu wurde der Kalivertrag abgeschlossen.
Der Verkauf des Kali-Werkes im thüringischen Bischofferode durch die Treuhandanstalt an die westdeutsche „Kali und Salz AG“, heute „K+S“. Wenige Monate nach dem Verkauf durch die Treuhand wurde das Werk abgewickelt, 700 Bergleute verloren ihre Arbeitsplätze. Die Lagerstätten, die damals angeblich nicht mehr erschließbar waren, wurden 2015 zum Verkauf angeboten.
Thüringens Ministerpräsident Bodo Ramelow kritisierte 2015 die Vorgehensweise der Treuhandanstalt massiv.
Der zugrundeliegende Geheimvertrag zwischen Treuhandanstalt und Kali und Salz AG wurde 2014 publik.

### VEB Braunkohlenkombinat Bitterfeld
Das Braunkohlenkombinat Bitterfeld wurde von der Treuhandanstalt in die Vereinigte Mitteldeutsche Braunkohlengesellschaft umgewandelt und 1994 in großen Teilen an ein britisch-amerikanisches Unternehmenskonsortium verkauft.

### Energiekombinate
Die Energiekombinate wurden durch die Treuhandanstalt in Aktiengesellschaften umgewandelt und unter neuer Firma privatisiert. Zunächst, noch unter der letzten DDR-Regierung unter Ministerpräsident de Maizière und Energieminister Steinberg gab es Pläne, die gesamte ostdeutsche Energiewirtschaft unter den westdeutschen Energiekonzernen Preussen Elektra, RWE und Bayernwerk aufzuteilen. Nachdem es gegen eine solche Verteilung von verschiedenen Seiten Proteste u. a. der ausgeschlossenen westdeutschen Energieversorger, der ostdeutschen Kommunen und Einwendungen vom Bundeskartellamt gegeben hatte, wurde im Rahmen des sogenannten Stromvertrages eine modifizierte Lösung unter stärkerer Beteiligung der ostdeutschen Kommunen und weiterer westdeutscher Energieversorger (Badenwerk, Bewag, EVS, HEW und VEW) ausgehandelt.

#### Gründung der VEAG
Auf Grundlage des so genannten Stromvertrages vom 22. August 1990 zwischen der DDR-Regierung, der Treuhandanstalt und den großen westdeutschen Verbundunternehmen sowie fünf kleineren Unternehmen wurde am 12. Dezember 1990 die Vereinigte Energiewerke AG (VEAG) als neues Verbundunternehmen gegründet. In der VEAG wurden im Februar 1991 die ostdeutschen Kraftwerke sowie das Verbundnetz zusammengefasst. Die Geschäftsbesorgung bei der VEAG erfolgte durch Preussen Elektra, RWE und Bayernwerk.
Zum 1. Januar 1994 wurde die VEAG für sechs Milliarden DM an ein Unternehmenskonsortium verkauft, bestehend aus den sieben westdeutschen Energieversorgern. Die Unternehmen Preussen-Elektra, Rheinisch-Westfälischen Elektrizitätswerke und Bayernwerk waren daran mit 75 % beteiligt, 25 % bekam die Energie-Beteiligungs-Holding (EBH), eine Holding in Besitz von BEWAG, VEW, Badenwerk, EVS und HEW.

#### Energiekombinate Erfurt, Gera und Suhl
Durch die Privatisierung der Treuhandanstalt entstanden zunächst
- die Energieversorgung Nordthüringen AG (ENAG),
- die Ostthüringer Energieversorgung AG (OTEV, Jena)
- die Südthüringer Energieversorgung AG (SEAG, Meiningen).

1994 schlossen sich diese drei zur Thüringer Energie AG (TEAG) zusammen.

#### Energieversorgung Ost-Berlins
Die Energieversorgung Ost-Berlins wurde im Jahr 1990 von der Treuhandanstalt übernommen und in EBAG, Energieversorgung Berlin AG, umbenannt und in der Folge des Stromvergleichs mit der West-Berliner Bewag (Berlin) verschmolzen.

### Chemiekombinat Otto Grotewohl
Das Kombinat „Otto Grotewohl“ im sächsischen Böhlen nahm 1967 die Erdölverarbeitung auf und umfasste die
- Buna-Werke in Schkopau (Plaste und Elaste)
- SOW Sächsischen Olefinwerke Böhlen
- Leunawerke

1995 ist daraus als eine der letzten Privatisierungen der Treuhandanstalt der Dow Olefinverbund hervorgegangen. Nach der Übernahme der Erdölraffinerie in Leuna durch den französischen Mineralölkonzern Elf Aquitaine entstand die Mitteldeutsche Erdoel-Raffinerie (MIDER), die 1997 in Produktion ging. Die Erdölraffinerie gehört heute als Total Raffinerie Mitteldeutschland GmbH (TRM) hauptsächlich zum Konzern TotalEnergies.

### Aufbau-Verlag
Der Berliner Aufbau-Verlag wurde 1991 von der Treuhand an eine Investorengruppe verkauft und an sie übergeben, obwohl er sich nicht in ihrem Eigentum befand.
Der Verlag befand sich zur Wende im Eigentum des Kulturbundes der DDR, der sich zu dieser Zeit unter Zwangsverwaltung der Treuhand befand. Der Verlag war jedoch nicht Volkseigentum gewesen und konnte daher nicht nach Treuhandgesetz in eine GmbH i.A. der Treuhandanstalt umgewandelt werden. Weil die von der Treuhandanstalt verkauften Geschäftsanteile nicht existierten, war ihre Abtretung an die Käufer objektiv unmöglich, was nach verschiedenen Aussagen den handelnden Mitarbeitern der Treuhand und der Unabhängigen Kommission bekannt war.
Der Verleger Bernd F. Lunkewitz, der bereits an dem ersten Verkauf beteiligt war, bemerkte den Fehler und kaufte 1995 den Aufbau-Verlag vom Kulturbund für umgerechnet ca. 450.000 Euro. 2008 entschied der Bundesgerichtshof nach Klagen durch die Instanzen (nach knapp 13 Jahren), dass der Verkauf 1991 durch die Treuhand nichtig war.

## Betrugsfälle

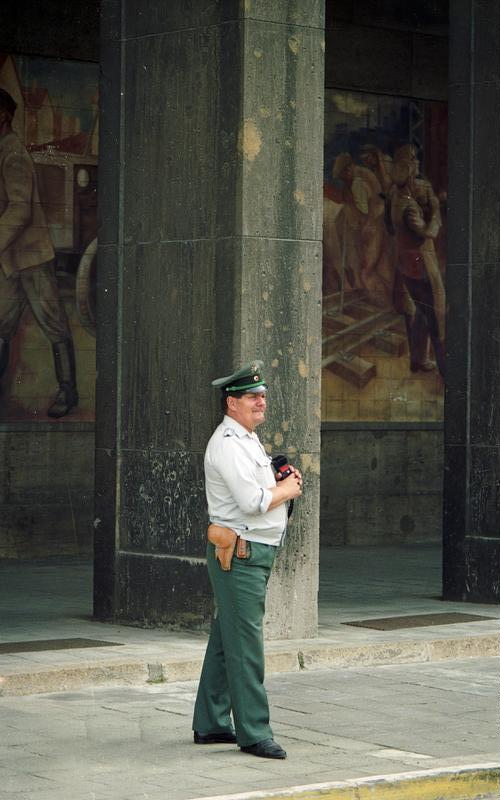
Polizist in alter DDR-Uniform vor dem Gebäude der Treuhandanstalt in der Leipziger Straße (Juli 1991)

Im Jahr 1998 schätzte der Untersuchungsausschuss des Bundestages DDR-Vermögen den Schaden, der durch Veruntreuung, Betrug und andere kriminelle Handlungen im Zusammenhang mit der Privatisierung der DDR-Volkswirtschaft verursacht wurde, auf drei bis zehn Milliarden DM.
Insbesondere in den Anfangsjahren sorgten fehlende Organisationsstrukturen und damit einhergehend fehlende effektive Kontrollmechanismen und -maßnahmen für eine hohe kriminelle Angreifbarkeit der Anstalt. Häufig kamen Fälle von Bilanzfälschung und Unterwertverkauf vor, insbesondere bei nicht betriebsnotwendigen Grundstücken. In vielen Fällen wurde auch durch Insider-Wissen ein persönlicher Vorteil erzielt. Ausschreibungsbetrug in Verbindung mit Bestechung (beispielsweise die „Ganoven GmbH Halle“) kam ebenfalls vor. Hierzu gehören auch Fälle von Preisabsprachen im Zusammenhang mit Auftragsvergaben durch die Treuhandanstalt.
Auf Unverständnis trafen die Fälle mangelnder Überprüfung der Handelspartner der Treuhand, insbesondere in Bezug auf deren Bonität. Der Treuhandanstalt mangelte es sowohl an personeller Kapazität wie Kompetenz, um eine wirksame Kontrolle auszuüben. Sie war bei ihrer Kontrolle auf Wirtschaftsprüfungsgesellschaften angewiesen.
Nach Meinung des Bundesrechnungshofes war die Controlling-Praxis der Treuhandanstalt und ihrer Nachfolgeinstitution BvS mangelhaft. In ihrem Bericht an den Bundestag beanstandete die Behörde, dass die Investitionszusagen nicht angemessen überwacht wurden. Überhaupt sei das gesamte Berichtswesen der BvS (und der Treuhandanstalt) „mit erheblichen Mängeln behaftet“. Anhand von Stichproben – die Rechnungsprüfer nahmen sich 100 Privatisierungsverträge aus den Jahren 1993 und 1994 vor – stellt der Rechnungshof fest:
„Erhebliche Investitionszusagen wurden bereits als eingehalten und überprüft angesehen, wenn die schriftlichen oder telefonischen Meldungen der Vertragspartner den vertraglichen Abreden entsprachen.“ Und weiter: „Sogar vertraglich vereinbarte Wirtschaftsprüfertestate über durchgeführte Investitionen wurden nicht immer verlangt“, heißt es in dem Bericht.
Auch liegt eine Ursache manchen Betruges gegenüber der THA sicher in dem Umstand begründet, dass sich die Treuhandanstalt im Regelfall am Ertrags- und nicht am Substanzwert der von ihr zu privatisierenden Unternehmen orientierte. Dieser wiederum war oftmals sehr gering, weil die Unternehmen keine Chance hatten, im Wettbewerb zu bestehen, wenn nicht ein Investor erhebliche (kostenintensive) Umstrukturierungen vornehmen würde. Des Weiteren sind Betrugsfälle gehäuft bei der Privatisierung kleinerer, mittelständischer Betriebe zu beobachten, da die Täter offensichtlich davon ausgingen, dass hier wegen des geringeren Medieninteresses und der nur lokalen Bedeutung des Unternehmens die Entdeckungsgefahr geringer sei. Zudem kam den Tätern zugute, dass die schon unter normalen Bedingungen schwierige Aufklärung von Korruption und Untreue während des Umbruchs zusätzlich erschwert sein könnte, und dass der Zeitdruck bei der Privatisierung eine effektive Kontrolle erschwert hat.
Zur Unterstützung der Treuhand wurde im Frühjahr 1991 beim Vorstand eine „Stabsstelle für besondere Aufgaben“ eingerichtet, die mit den Strafverfolgungsbehörden zusammenarbeitete. Die Stabsstelle war zunächst mit nur einem Volljuristen und drei Kriminalbeamten besetzt, sodass zahlreiche „Vorgänge“ liegen blieben, und die Stabsstelle zunächst im Wesentlichen nur in Fällen von besonderer Schadenshöhe oder von persönlicher Bereicherung aktiv wurde.
Die Stabsstelle „Besondere Aufgaben“ der Treuhandanstalt war seit ihrem Bestehen ab Februar 1991 bis September 1993 in über 1400 Fällen dem Vorwurf strafrechtlich relevanten Verhaltens nachgegangen. In diesem Zeitraum wurden 586 Ermittlungsverfahren der staatlichen Strafverfolgungsbehörden registriert; 188 dieser Ermittlungsverfahren wurden aufgrund von Strafanzeigen der Treuhandanstalt eingeleitet. Von diesen 586 Ermittlungsverfahren betrafen 292 Verfahren Privatisierungsvorgänge; 56 dieser Ermittlungsverfahren sind eingestellt worden, in 64 Fällen liegen Urteile vor, und in 7 weiteren Fällen ist Anklage erhoben worden.
Bis Ende 1996 wurde gegen 180 Personen eine Strafanzeige wegen Veruntreuung gestellt, 6 wurden verurteilt. 1801 Fälle von Wirtschaftskriminalität im Bereich der Treuhand und 357 Aushöhlungsverfahren zwischen 1991 und 1994 wurden registriert.
Neben dem eindeutig kriminellen Bereich der Aushöhlung, des Betrugs und der Bilanzfälschung gab es noch eine Grauzone, in der auch von der Treuhand beauftragte Unternehmensberater, Liquidatoren, Anwälte und Wirtschaftsprüfer die Ahnungslosigkeit ihrer Opfer oder die Kooperationsbereitschaft großzügiger Treuhänder ausnutzten und überzogene Honorare kassierten oder für die Treuhandanstalt oder deren Betriebe nachteilige Entscheidungen trafen. Die Betrugsfälle bei der Tätigkeit der Treuhandanstalt waren Gegenstand mehrerer Untersuchungsausschüsse des deutschen Bundestages und auch der betreffenden Bundesländer.

### VEB Wärmeanlagenbau
Der 1200 Mitarbeiter starke Betrieb VEB Wärmeanlagenbau, DDR-Monopolist für Heizkraftwerke und Fernwärmeleitungen und Teil des Kombinats Verbundnetze Energie, wurde in Wärmeanlagen Berlin GmbH (WBB) umbenannt. Für eine Übernahme des Betriebs interessierte sich Anfang 1991 die Deutsche Babcock AG. Sie schickte daher ihren damaligen Prokuristen, Michael Rottmann, nach Berlin, um die Situation der WBB zu analysieren. Rottmann verbündete sich dort aber mit den beiden WBB-Geschäftsführern sowie zwei Schweizer Staatsbürgern und malte die wirtschaftliche Situation der WBB so schwarz, dass Babcock das Interesse verlor. Gleichzeitig präsentierte er der Treuhandanstalt einen angeblich solventen Käufer in Gestalt des Schweizer Unternehmens Chematec, das wohl damals schon hoch verschuldet war und schließlich für zwei Mio. DM die WBB erwarb. Dieses Unternehmen diente aber nur als Strohmann für Rottmann und seine Mittäter.
Zum damaligen Zeitpunkt belief sich der tatsächliche Wert der WBB nach Schätzungen auf rund 68 Mio. DM, wobei die WBB über liquide Mittel in Höhe von rund 150 Mio. DM sowie etliche lukrative Grundstücke verfügte. Unmittelbar nach dem Kauf wechselte Rottmann in die Geschäftsführung der WBB und begann zusammen mit seinen Komplizen, die Guthaben über ein undurchsichtiges Unternehmensgeflecht auf andere Konten zu transferieren, Grundstücke zu veräußern und Hypotheken aufzunehmen. Auf diese Weise sollen Rottmann und Komplizen der WBB insgesamt rund 150 Mio. DM entzogen haben; übrig blieb hingegen ein Schuldenberg in Höhe von 100 Mio. DM.
Nach dem Bankrott des Unternehmens floh Rottmann 1995 in die USA. Im September 2000 wurde er von britischen Polizeibeamten und Zielfahndern des BKA in Hazlemere (High Wycombe) in der Nähe von London verhaftet; gegen seine Auslieferung an die Bundesrepublik Deutschland, wo ein Prozess wegen Betruges vor dem Landgericht Berlin auf ihn wartete, wehrte er sich lange erfolgreich, bis er im Juli 2009 ausgeliefert wurde. Nach einem Geständnis wurde Rottmann im Dezember 2009 zu drei Jahren und neun Monaten Haft verurteilt, das Geld habe er seinen Einlassungen zufolge komplett für seinen aufwändigen Lebensstil ausgegeben. Rottmann ging jedoch in Revision und der Bundesgerichtshof entschied 2010, dass die Untreue-Vorwürfe verjährt sind. Das Verfahren wurde eingestellt und Rottmann aus der Haft entlassen. Der zivilrechtliche Schadensersatzprozess endete im Januar 2005 mit einem Vergleich mit der BvS, in dem vereinbart wurde, dass Rottmann 20 Mio. Euro zurückzahlen muss. Im Dezember 2005 meldete er jedoch Privatinsolvenz an. Ein Mittäter Rottmanns wurde zwischenzeitlich zu einer Haftstrafe von drei Jahren verurteilt. Ein weiterer Mittäter erhielt eine zweijährige Bewährungsstrafe.

### Elbo-Baugruppe
Der Kaufmann Heinz Krahmer wollte alle Wohnungsbau- und Meliorationskombinate im Norden der neuen Bundesländer kaufen, um daraus einen ostdeutschen Baukonzern zu formen. Gleichzeitig schloss er mit den Unternehmen Beraterverträge mit ansprechenden Honoraren ab. Insgesamt sollen dem Beratungsunternehmen Krahmers 41 Mio. DM in den zwei Beratungsjahren zugeflossen sein. Trotz langwieriger Verhandlungen mit möglichen Geldgebern gelang es ihm nicht, den Kaufpreis zu finanzieren. Er überzeugte aber die Vorstände und Geschäftsführer der Unternehmen gleichwohl, Geld auf ein Treuhandkonto seines Notars für Aktivitäten nach dem Verkauf einzuzahlen. Diese mehr als 73 Mio. DM ließ er sich dann auf ein eigenes Konto transferieren. Danach behauptete er gegenüber der Treuhandanstalt, er könne den Kaufpreis von 170 Mio. DM aufbringen. Krahmer verstarb in Singapur, noch bevor die deutschen Behörden seiner habhaft werden konnten. Der Notar konnte allerdings zur Verantwortung gezogen werden.
Später stellte sich heraus, dass Krahmer den Unternehmen unter allerlei Vorwänden durch Aushöhlung noch mehr Geld entzogen hat. Seine Unternehmen gingen nach seinem Tod in die Insolvenz. Gleichwohl schaffte es die Treuhandanstalt, 62 Mio. DM der gezahlten Liquiditätshilfe von 120 Mio. DM zurückzuholen. Ein Teil der Wohnungsbau- und Meliorationskombinate wurde dann nach weltweiter Ausschreibung für 10 Mio. DM an die Hegemann-Gruppe verkauft. Nach erfolglosen Restrukturierungsversuchen, für die Bund und Land und der Eigentümer nochmals erhebliche Mittel einsetzten, wurden die Unternehmen abgewickelt.
Es wird vermutet, dass das eigentliche Interesse Krahmers dem erheblichen Grundstücksbestand der Unternehmen im Wert von mehreren 100 Mio. DM galt und die Beratungshonorare auch zur Finanzierung des Kaufpreises dienen sollten.

### Kombinat Schiffbau
Bei der Privatisierung des Schiffbaukombinates wurden 854 Mio. DM für die Ostwerften bestimmte EU-Fördermittel rechtswidrig zur Sanierung der Stammbetriebe des Bremer Vulkan verwendet.
siehe Deutsche Maschinen- und Schiffbau AG

### Putnik-Deal
Der Putnik-Deal war ein bekanntgewordener Versuch der Parteiführung der PDS, ehemaliges SED-Vermögen ins Ausland an das Moskauer Unternehmen Putnik zu verschieben, um es dem Zugriff der Treuhandanstalt zu entziehen.

## Treuhanduntersuchungsausschuss
Der Deutsche Bundestag hatte mehrere Untersuchungsausschüsse zur Untersuchung der Tätigkeit der Treuhandanstalt eingesetzt.
Gegenstände waren u. a.
- „Veruntreutes DDR-Vermögen“
- diverse Betrugsfälle
- Leuna-Affäre (bezeichnet Schmiergeldzahlungen in zweistelliger Millionenhöhe an zwei französische Elf-Manager im Zusammenhang mit dem über die Treuhandanstalt abgewickelten Verkauf der Leuna-Raffinerie an den französischen Konzern Elf Aquitaine 1991.)

## Stromstreit und Stromvergleich
Die Treuhandanstalt hatte nach dem Treuhandgesetz nicht nur die Aufgabe der Privatisierung, sondern auch der Kommunalisierung. Mit der Kommunalverfassung wurde die Aufgabe der Energieversorgung zur Aufgabe der Kommunen erklärt. Dafür sollten sie auch die erforderliche Ausstattung erhalten. Rechtsgrundlage für die Übertragung des Vermögens war das Kommunalvermögensgesetz vom 6. Juli 1990.
Unternehmen, die kommunale Aufgaben wahrnahmen, sollten durch Übertragung der Kapitalanteile auf die Kommunen übergehen (§ 4 Absatz 2 KVG). Hiervon waren insbesondere die regionalen Energieversorger (RVU) (Unternehmen der Verteilerstufe, nicht der Erzeugerstufe) sowie die Wasser- und Abwasserbetriebe (WAB) betroffen. Die Versorgungsgebiete dieser Unternehmen waren deckungsgleich mit den früheren DDR-Bezirken, so dass pro RVU bzw. WAB durchschnittlich ca. 400 Kommunen versorgt wurden. Der Kommunalisierungsanspruch einer jeden Stadt/Gemeinde hätte nach der Maßgabe des § 4 Absatz 2 KVG in der Weise realisiert werden sollen, dass die zu übertragenden Kapitalanteile dem Anteil des der örtlichen Versorgung dienenden Vermögens am Gesamtvermögen des RVU bzw. WAB entsprachen. Eine Regelung über die ehemaligen Stadtwerke, die in den 1950er Jahren in den RVU aufgegangen waren, enthielt das KVG nicht. Am 22. August 1990 vereinbarten die Regierung der DDR und die THA mit den westdeutschen Stromkonzernen RWE, PreussenElektra und Bayernwerk und schließlich – unter dem Druck des Bundeskartellamts – mit allen acht Konzernen, neben den drei großen auch der EVS, dem Badenwerk, der VEW und den Hamburger und Berliner Stadtwerken, die der HEW und der Bewag den Verkauf von 51 Prozent der Kapitalanteile an den RVU an die westdeutschen EVU und die Übernahme der Geschäftsbesorgung. Um diesen Verkauf mit dem KVG „in Einklang“ zu bringen, wurde dieses Gesetz im Einigungsvertrag dahin geändert, dass der kommunale Anteil an den RVU auf max. 49 Prozent der Kapitalanteile gedeckelt wurde.
Einen ersten Versuch, ungeklärte Fragen zu Stadtwerksgründungen einvernehmlich zu regeln, stellte die „Grundsatzverständigung zur künftigen Rolle von Stadtwerken für die leitungsgebundenen Energien“ vom 1. Februar 1991 dar. An ihr wirkten Vertreter einiger ostdeutscher Städte, des Deutschen Städtetages, des Verbandes kommunaler Unternehmen (VKU), dreier westdeutscher EVU sowie der THA mit. Die Beteiligten waren sich prinzipiell einig, dass die Bildung von Stadtwerken durch Herauslösung des hierzu notwendigen Anlagevermögens aus dem betroffenen RVU ermöglicht werden solle. Keine Einigung konnte hingegen über die Beteiligungsverhältnisse in den Stadtwerken erzielt werden; während die kommunale Seite eine Mehrheitsbeteiligung der Städte favorisierte, empfahlen die westdeutschen EVU und die THA in Anlehnung an das KVG eine gleichgewichtige Beteiligung „um 50/50“. Dieser Dissens war schließlich der Auslöser, der 164 ostdeutsche Kommunen vor das BVerfG ziehen ließ.
Am 18. Oktober 1992 fand die mündliche Verhandlung vor dem Bundesverfassungsgericht statt. (Als Geste des Respekts vor den ostdeutschen Kommunen, die nach 40 Jahren DDR ihre kommunale Selbstverwaltung wiedererlangt hatten, war der Umstand zu deuten, dass das Gericht zum zweiten Mal in seiner bis dahin 42-jährigen Geschichte Karlsruhe verließ und die mündliche Verhandlung im Reichsbahnausbesserungswerk in Stendal abhielt.) Der Senat regte an, die Energiewirtschaft und die klagenden Kommunen mögen sich insbesondere vor dem Hintergrund der wirtschaftlichen und energieversorgungstechnischen Gegebenheiten außergerichtlich verständigen. Kern einer solchen Einigung könnte die Bildung von Stadtwerken für alle ostdeutschen Kommunen sein, die eine Genehmigung nach § 5 EnWG erhielten; im Gegenzug könnten die Städte ihre Beteiligungsansprüche an den RVU aufgeben. Auf der Grundlage dieser höchstrichterlichen Hinweise einigten sich am 22. Dezember 1992 Vertreter der klagenden Kommunen, die westdeutschen EVU, die THA in Abstimmung mit dem BMWi und dem BMF, der Deutsche Städtetag und der VKU auf die „Vereinbarung zur Beilegung des Streits vor dem BVerfG über die Struktur der Stromversorgung in den neuen Bundesländern“ (sog. Verständigungslösung). Doch bis alle klagenden Kommunen zustimmten, vergingen noch acht Monate. Die Verständigungslösung konnte aber nur die 164 Kommunen binden, die die Verfassungsklage eingereicht hatten. Für die große Mehrheit der ostdeutschen Kommunen, die weiterhin durch die RVU versorgt wurden und für die die Gründung eigener Stadtwerke nicht in Betracht kam, hatte die Verständigungslösung aber eine indirekte Auswirkung im Hinblick auf die Verteilung der „frei gewordenen“ Kapitalanteile, auf die die neuen Stadtwerkskommunen verzichtet hatten. Hier wurde den RVU-versorgten Kommunen die Möglichkeit eröffnet, zusätzliche Kapitalanteile zu erwerben, freilich an einem RVU, dessen Ertragswert durch Stadtwerksausgliederungen gemindert war.
Wesentlich problematischer gestaltete sich die Kommunalisierung der Gassparte. Zwar galten hierfür dieselben Rechtsgrundlagen und vergleichbare Absprachen wie für den Stromsektor, aber die Auflage des Bundeskartellamtes, die Gassparte von den RVU herauszulösen, und die anschließende Abspaltung durch die THA erzeugten fast unüberwindbare Probleme: Die Gasgesellschaften gingen als GmbHs mit der Mindestkapitaleinlage von jeweils 50 TDM an den Start. Angesichts der maroden Gasleitungen und des immensen Investitionsbedarfs waren diese Gesellschaften damit dramatisch unterkapitalisiert. Diese Notsituation wurde durch Kapitalerhöhungen der westdeutschen Gas-EVU behoben. Zugleich aber wurde dadurch der kommunale Anteil an den Gasgesellschaften marginalisiert, denn der kommunale Beteiligungsanspruch nach § 4 Absatz 2 KVG bezog sich auf den Zustand der RVU vom 3. Oktober 1990 und damit auf einen Zeitpunkt vor der Kapitalerhöhung. Dieses gleichermaßen ökonomische wie politische Problem konnte bis auf weiteres dadurch entschärft werden, dass die westdeutschen Gas-EVU als Mehrheitsgesellschafter der kommunalen Seite 49 Prozent der Stimmrechte zugestanden.

## Rezeption
in den frühen 1990er-Jahren erwies sich die Treuhand als eine Art „Blitzableiter“ (Wolfgang Seibel) da sie den unmittelbaren Unmut der Bevölkerung in den neuen Bundesländer auf sich zog. Nach ihrer „Selbstauflösung“ am 31. Dezember 1994 ging ein Großteil des Treuhand-Personals und der Aufgaben auf die kaum bekannte „Bundesanstalt für vereinigungsbedingte Sonderaufgaben“ (BvS) über, die die langfristige Einhaltung der Privatisierungsverträge überwachen sollte.
Nachdem es nach der Jahrtausendwende relativ still um die Treuhand wurde, wurden ab 2015 nach den Wahlerfolgen der rechtspopulistischen AfD in Ostdeutschland verstärkt die langfristigen sozioökonomischen wie soziokulturellen Folgen der Treuhand-Politik in Ostdeutschland erneut thematisiert und debattiert.

## Veröffentlichungen
- Treuhandanstalt (Hrsg.): Dokumentation 1990–1994. 15 Bände, Berlin 1994.

## Filmografie
- Zu treuen Händen; deutscher Fernsehfilm aus dem Jahre 1995.
- Schlussverkauf DDR – Die Geschichte der Treuhandanstalt 1990–1994; 2 × 45 min; Regie: Axel Grote, Buch: Axel Grote, Michael Jürgs, Kamera: Niels Bolbrinker, Uli Köhler; Produktion NDR und arte; VENTANA Film- und Produktionsgesellschaft mbH ; Deutschland 1999
- Verkauftes Land (Memento vom 29. September 2007 im Internet Archive); 89 Min.; Doku-Drama; Regie: Horst Königstein; Buch: Claudius Crönert, Michael W. Esser; Produktion: NDR und WDR; Deutschland 2003; Erstausstrahlung (WDR): 8. Dezember 2003; Rekonstruktion der Tätigkeit des Vorstandssprechers der Ruhrkohle AG und Vorstandsmitglieds der Treuhandanstalt Klaus Schucht[116][117]
- Goldrausch – Die Geschichte der Treuhand; Dokumentarfilm 94 min; Produzent: Thomas Kufus, Regie der Schnittfassung vermutlich Dirk Laabs, Kamera: Thomas Plenert; Produktion: zero one film in Koproduktion mit SWR, NDR und MDR; Deutschland 2012
- Rohwedder – Einigkeit und Mord und Freiheit, 2020. Eine von Netflix produzierte Doku-Serie, die den Mordfall vom Treuhandchef Detlev Rohwedder analysiert und dabei die politische Entwicklung der Treuhandanstalt beleuchtet.